# Trichomasthus
Trichomasthus är ett släkte av steklar som beskrevs av Thomson 1876. Trichomasthus ingår i familjen sköldlussteklar.

## Dottertaxa tillTrichomasthus, i alfabetisk ordning[1][2]
- Trichomasthus adjutabilis
- Trichomasthus albimanus
- Trichomasthus angustifrons
- Trichomasthus assamensis
- Trichomasthus bavarici
- Trichomasthus bicolor
- Trichomasthus coeruleus
- Trichomasthus cyaneus
- Trichomasthus cyanifrons
- Trichomasthus danzigae
- Trichomasthus dignus
- Trichomasthus dissimilis
- Trichomasthus eriococci
- Trichomasthus ermae
- Trichomasthus eximius
- Trichomasthus extimus
- Trichomasthus farfani
- Trichomasthus frontalis
- Trichomasthus funiculus
- Trichomasthus gabinius
- Trichomasthus genutius
- Trichomasthus ivericus
- Trichomasthus leptocerus
- Trichomasthus marsus
- Trichomasthus mattinus
- Trichomasthus mexicanus
- Trichomasthus nikolskayae
- Trichomasthus nogalensis
- Trichomasthus nubilipennis
- Trichomasthus ortivus
- Trichomasthus perepelitsae
- Trichomasthus portoricensis
- Trichomasthus quadraspidiotus
- Trichomasthus rufus
- Trichomasthus sachalinensis
- Trichomasthus spiraeae
- Trichomasthus stigma
- Trichomasthus storozhevae
- Trichomasthus subitus
- Trichomasthus terebratus
- Trichomasthus tucumanus
- Trichomasthus xenomanes